# 上砂川駅

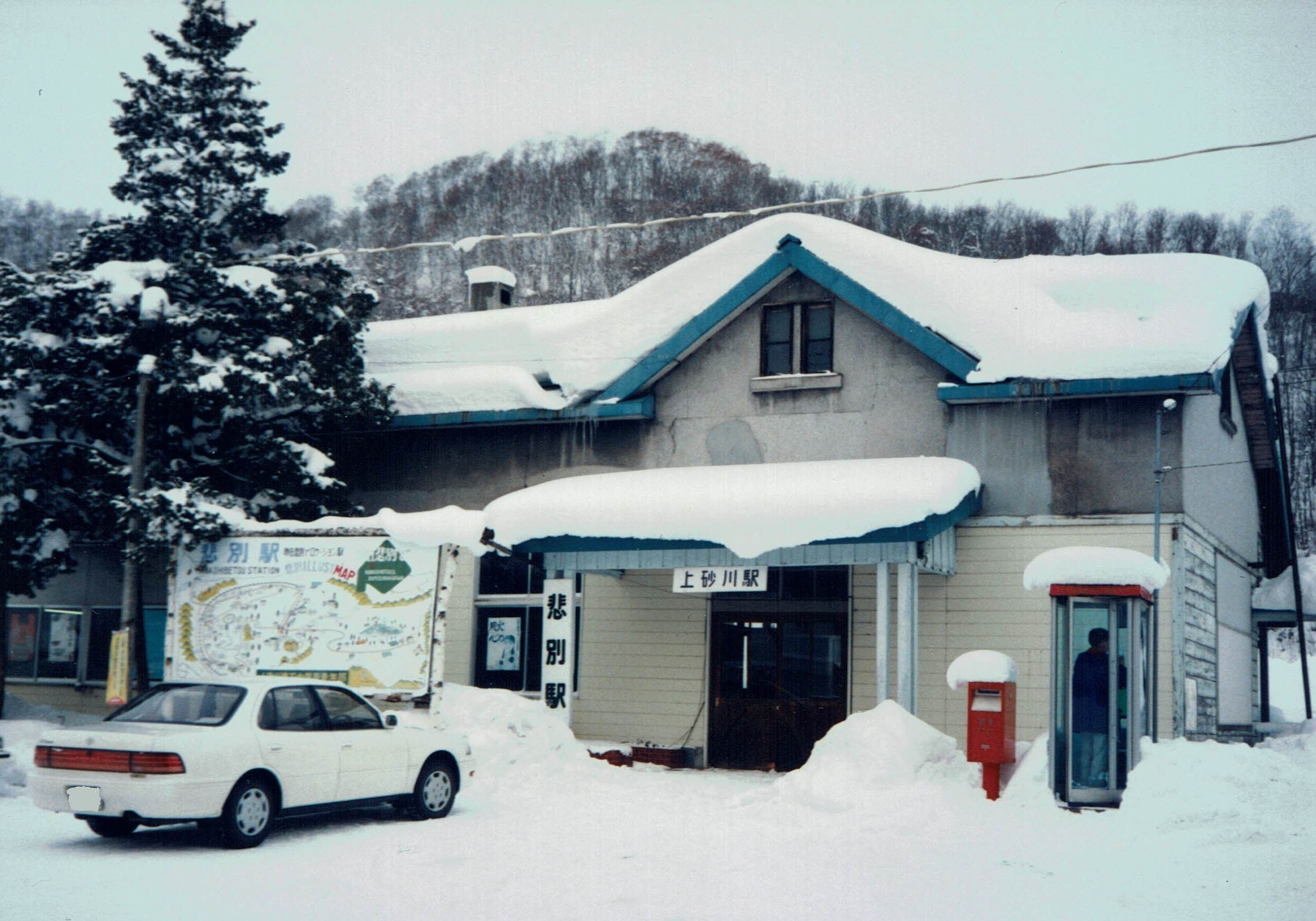
現役時代の上砂川駅（1994年1月）

上砂川駅（かみすながわえき）は、北海道（空知支庁）空知郡上砂川町字上砂川にあった北海道旅客鉄道（JR北海道）の駅（廃駅）である。電報略号はカス。事務管理コードは▲130172。函館本線上砂川支線の終端駅であったが、上砂川支線の廃線に伴い1994年（平成6年）5月16日に廃駅となった。上砂川町の代表駅であった。

## 歴史

### 年表

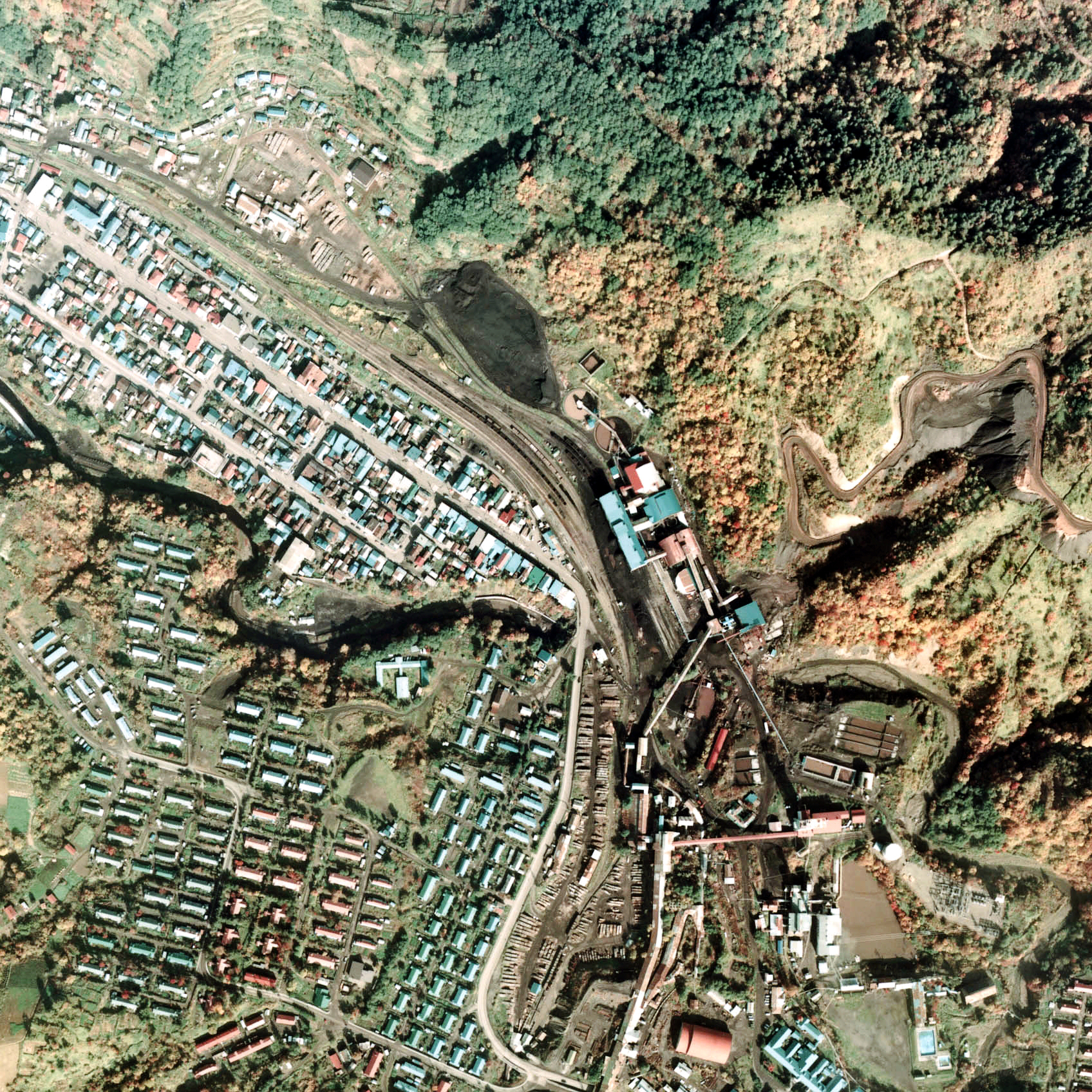
1976年の上砂川駅と周囲1km範囲。左上が砂川方面。

- 1918年（大正7年）11月5日：三井鉱山の砂川炭礦専用線が当駅付近まで開業[3][4]。
- 1926年（大正15年）8月1日：専用線が官設鉄道函館本線となり、同時に当駅が開業（一般駅）[5]。
- 1937年（昭和12年）：駅舎改築。機回し線敷設[6]。
- 1943年（昭和18年）：三井鉱山砂川砿第二選炭機までの積込線敷設[6]。
- 1950年（昭和25年）12月：駅舎一部改修[3]。
- 1968年（昭和43年）8月：三井鉱山第二専用線敷設[6]。
- 1979年（昭和54年）11月：三井鉱山第二専用線廃止[6]。
- 1984年（昭和59年）2月1日：専用線発着を除く車扱貨物、荷物の取扱いを廃止[1]。
- 1987年（昭和62年）
  - 3月24日：三井鉱山専用線が廃止され、貨物列車の発着がなくなる[6]。
  - 4月1日：国鉄分割民営化により、北海道旅客鉄道（JR北海道）・日本貨物鉄道（JR貨物）の駅となる[1]。無人（簡易委託）化[6]。
- 1992年（平成4年）4月1日：JR貨物の駅が廃止[1]。
- 1994年（平成6年）5月16日：上砂川支線の廃線に伴い廃止となる[1]。

### 駅名の由来
三井が炭鉱を開いて市街が形成されると、この市街地を開拓地の鶉農場にちなんで鶉市街と呼ぶようになった。このため1918年（大正7年）の同線敷設時に、国鉄側は終点の当駅に相当する地点（積込ホッパーへの信号所）の名前を「鶉」に策定していたが、砂川砿を所有する三井側が"砂川"の2文字を入れることを主張。元々この炭鉱のための鉄道であったため三井側の主張が通り、「奥砂川」「東砂川」など幾つかの案が出されたが、最終的にパンケウタシナイ川の上流、つまり砂川の上ということで「上砂川」に決まり、三井が鉄道院へ申請し正式に決定となった。この直後からこの終点を中心とする一帯を上砂川と呼ぶようになり、鶉市街も上砂川市街と呼ぶようになって、1926年（大正15年）の旅客扱い開始に伴う当駅（乗降施設）設置時点では、既に地名としても定着しており、砂川町（現・砂川市）からの分町の際には町名にも採用された。一方、元々の地域名に根ざした「鶉」は、後年になって同線の中間駅に復活採用された。

## 駅構造
廃止時点で、単式ホーム1面1線と木造駅舎を有する地上駅であった。ホームは線路の南側（上砂川方面に向かって右手側）に存在した。
三井砂川炭鉱が操業していた時代は多数の側線を有し（1983年（昭和58年）時点でホームの北側に貨物列車専用線（上下各1線）を始めとした6本ほか、ホームと駅舎間に1線）、炭鉱へ続く専用線もあった（1983年（昭和58年）時点で4線）。しかし、1987年（昭和62年）の閉山に伴い側線は使用されなくなり棒線化（側線は1993年（平成5年）時点では本線との転轍機が撤去された状態で残存、但し駅舎側の側線と専用線は撤去済み）、その後撤去された。
無人駅（簡易委託駅）となっていたが、有人駅時代の駅舎が残っており乗車券が駅舎内で発券されていた。駅舎はホームの中央部分に位置し、構内踏切で連絡した。降雪に備えた屋根が高く二段の傾斜を有した木造平屋建ての建物であった。
なお、駅舎の駅本屋建物は1996年に曳家による移設作業が行われ、向きを90度変えて駅構内線路跡に保存されている。

## 利用状況
- 1981年度（昭和56年度）の1日乗降客数は115人[8]。
- 1992年度（平成4年度）の1日乗降客数は10人[9]。

## 駅周辺
- 北海道道115号芦別砂川線
- パンケウタシナイ川[8]
- 妹ケ瀬山
- 奥沢自然公園 - 駅から東に約2km[8]。
- 上砂川岳温泉 - 駅から東に約3km[8]。
- 上砂川岳国際スキー場

## バス路線
旧駅跡に「中央1丁目」停留所が設置されており、北海道中央バスが発着する。
- 歌志内線
  - 滝川ターミナル - 砂川市立病院 - 中央1丁目 - 歌志内市街 - 赤平ターミナル - 赤平昭和
  - 一部の便は赤平昭和より宮下町まで延長運転する。

- 上砂川線
  - 砂川市立病院 - 中央1丁目 - 東町
  - 砂川市立病院 - 中央1丁目 - 仲町 - 上砂川岳温泉

## 駅跡

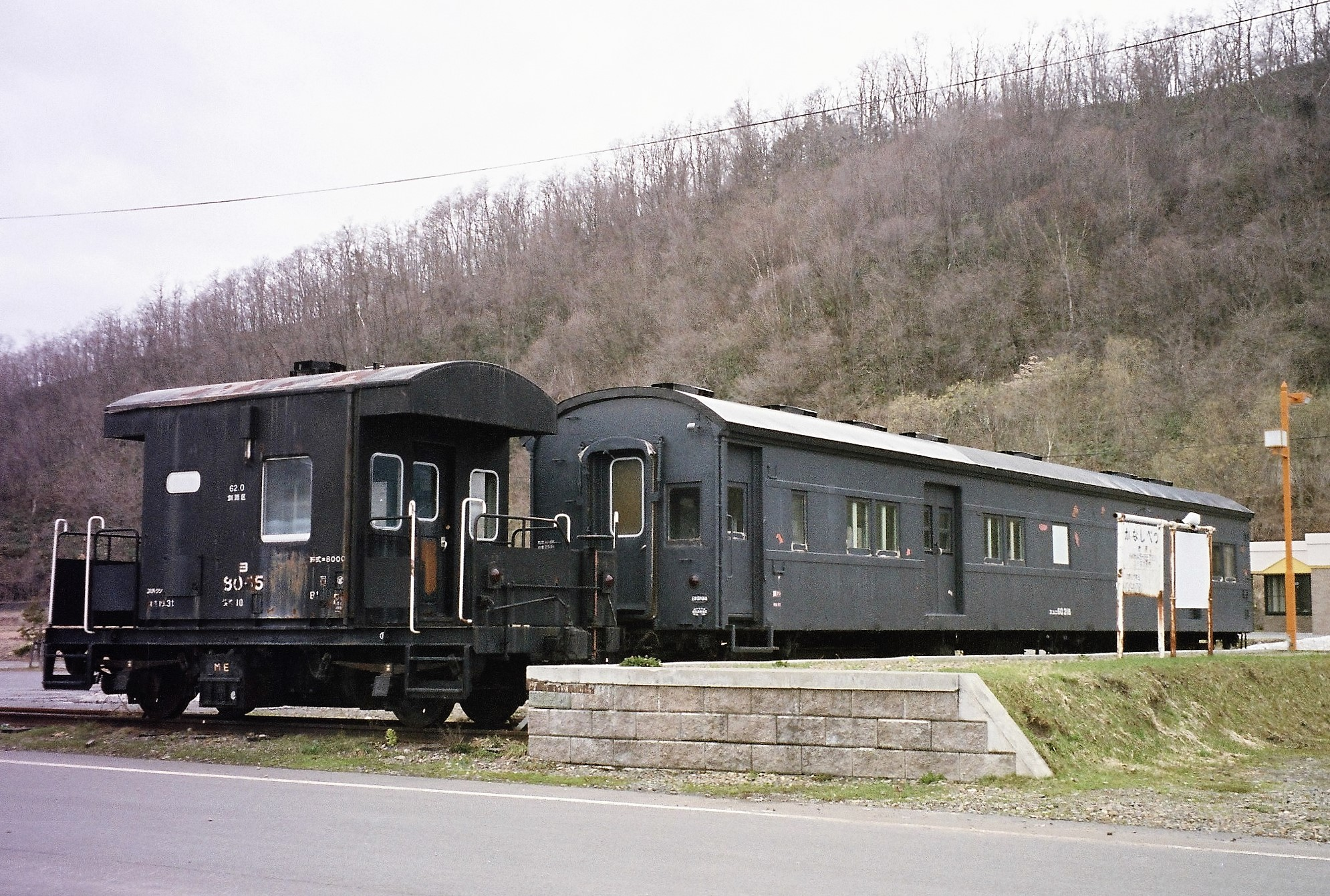
駅跡に保存されている車掌車と客車（2006年5月）

2010年（平成22年）時点で駅舎は現役時代とは向きを変えられ、位置も砂川寄りに移設されている。入口には「悲別駅」の看板が掲げられ、旧待合室内にはテレビ/映画撮影関連の写真などを展示するなど観光地となっており、多くのファンが訪れる。またプラットホームと、その横にヨ8000形車掌車ヨ8055とスユニ60形客車スユニ60 218が静態保存・展示されており、廃線前の1989年時点では鶉駅にて静態保存が行われていた。

## その他
1984年（昭和59年）に放映された倉本聰脚本・演出のテレビドラマ『昨日、悲別で』で、当駅がロケ地として使用された。同作品では「悲別駅（かなしべつえき）」として撮影され、撮影後「上砂川駅」の駅舎や、駅名標の裏に「悲別駅」と書かれるようになり、上砂川商工会議所青年部によるドラマロケ地を示したイラストマップも設置されていた。また、乗車券に小型の「悲別駅」のスタンプが押されて発券されていた。
また、1981年（昭和56年）に公開された倉本聰脚本、降旗康男監督の映画『駅 STATION』でも同様にロケで使用された。
2013年（平成25年）にリリースされた川野夏美のシングル『悲別』は、当駅を舞台とした楽曲である。

## 隣の駅
北海道旅客鉄道（JR北海道）
函館本線（上砂川支線）
東鶉駅 - 上砂川駅